# China Wuxi Jilun Cycling Team/Saison 2013
Dieser Artikel listet Erfolge und Fahrer des Radsportteams China Wuxi Jilun Cycling Team in der Saison 2013 auf.

## Abgänge – Zugänge
| Zugänge                            | Team 2012                    | Abgänge               | Team 2013                      |
| ---------------------------------- | ---------------------------- | --------------------- | ------------------------------ |
| Sébastien Jullien (ab 1. November) | Bourg-en-Bresse Ain Cyclisme | Ruslan Hryschtschenko | Qinghai Tianyoude Cycling Team |
| Simon Buttner (ab 1. November)     | Neoprofi                     | Sébastien Jullien     | Bourg-en-Bresse Ain Cyclisme   |
| Julien Liponne (ab 1. November)    | Neoprofi                     | Steven Garcin         | Unbekannt                      |

## Mannschaft
| Name              | Geburtstag       | Nationalität        |
| ----------------- | ---------------- | ------------------- |
| Simon Buttner     | 14. Juni 1992    | Frankreich          |
| Cai Yonghui       | 3. März 1993     | Volksrepublik China |
| Sébastien Jullien | 31. Januar 1987  | Frankreich          |
| Li Menglong       | 3. August 1988   | Volksrepublik China |
| Julien Liponne    | 1. Februar 1983  | Frankreich          |
| Liu Heng          | 13. Mai 1992     | Volksrepublik China |
| Gleb Moissejew    | 24. August 1984  | Russland            |
| Peng Zhihao       | 9. Februar 1992  | Volksrepublik China |
| Qi Liangyou       | 24. Oktober 1990 | Volksrepublik China |
| Douglas Repacholi | 19. Januar 1988  | Australien          |
| Zhang Yuanxin     | 16. Juli 1991    | Volksrepublik China |